# Victory Songs
A Victory Songs a finn Ensiferum harmadik nagylemeze, és az első, melyen Petri Lindroos énekes, Sami Hinkka basszusgitáros, és Janne Parviainen dobos szerepel. 2007-ben jelent meg a Spinefarm Recordsnál.
Videóklip az Ahti és a One More Magic Potion című számokra készült.

## Az album dalai
Az összes dalszöveg szerzője Sami Hinkka, kivéve Raised by the Sword (Enho) és The New Dawn (Lindroos). 
| 1.    | Ad Victoriam (Enho/Hinkka/Toivonen)              | 3:10  |
| 2.    | Blood is the Price of Glory (Toivonen/Miettinen) | 5:17  |
| 3.    | Deathbringer from the Sky (Hinkka/Toivonen)      | 5:10  |
| 4.    | Ahti (Toivonen)                                  | 3:55  |
| 5.    | One More Magic Potion (Toivonen)                 | 5:21  |
| 6.    | Wanderer (Toivonen)                              | 6:32  |
| 7.    | Raised by the Sword (Enho/Toivonen)              | 6:11  |
| 8.    | The New Dawn (Lindroos/Toivonen)                 | 3:42  |
| 9.    | Victory Song (Toivonen/Hinkka/Miettinen)         | 10:42 |
| 49:56 |                                                  |       |

## Közreműködők

### Ensiferum
- Petri Lindroos – ének, gitárok, bendzsó
- Markus Toivonen – gitárok, ének, bendzsó, sámándob
- Meiju Enho – szintetizátor
- Sami Hinkka – basszusgitár, ének
- Janne Parviainen – ütős hangszerek

### Vendégzenészek
- Johanna Vakkuri - fuvola
- Euge Valovirta - gitár
- Petri Prauda - duda
- Vesa Vigman - mandolin, buzuki, saz,
- Kaisa Saari - tin whistle, furulya
- Aleksi Parviainen - ének
- Lassi Logren - nyckelharpa
- Timo Väänänen - kantele
- D.P. - ének
- Markus Österlund - ének
- Mikko Salovaara - ének